# Le Revenant (pel·lícula de 1903)
Le Revenant és un curtmetratge mut francès de 1903 de Georges Méliès.

## Argument
Un viatger ancià arriba a una fonda. Després de fer passar a la minyona de l'hotel, s'asseu i intenta llegir a la llum de les espelmes. Per la seva sorpresa, l'espelma es nega a cooperar, es mou al voltant de la taula i després creix fins a una alçada increïble. Finalment s'acosta tant que el diari s'encén.
Del foc surt una aparició d'una dona, amb la qual el viatger queda fascinat. Mentre ell s'agenolla per cortejar-la, ella es converteix en un fantasma grotesc i envoltat, que balla en una boira borrosa i camina directament a través del viatger enfurismat. El viatger intenta atacar el fantasma, però només aconsegueix trencar la seva safata del sopar, divertint al personal de l'hotel.

## Producció
Méliès interpreta el viatger a la pel·lícula, que aconsegueix els seus efectes especials amb una combinació de pirotècnia, flou, exposició múltiple i escamoteigs.

## Estrena
Le Revenant va ser venuda per la Star Film Company de Méliès i està numerada del 501 al 502 als seus catàlegs. Fou venuda als Estats Units com The Apparition, or Mr. Jones' Comical Experience With a Ghost i al Regne Unit com The Ghost and the Candle; una estrena de vídeo del 2008 usa el títol Apparitions.